# Ephesia aenigma
Ephesia aenigma là một loài bướm đêm trong họ Noctuidae.